# Cluedo

Plansza do gry

Cluedo (w USA gra występuje pod nazwą Clue)  – to klasyczna planszowa gra detektywistyczna. Została wymyślona w Anglii przez Anthony'ego E. Pratta –  urzędnika notarialnego, dorabiającego jako klaun. Gra została wydana w 1949 roku w Leeds przez firmę Waddingtons.
W Cluedo gracze wcielają się w gości, uczestniczących w przyjęciu, podczas którego porwano jego gospodarza. Zadaniem jest wykrycie sprawcy i okoliczności zdarzenia za pomocą zbieranych wskazówek zawartych w kartach.